# Léger Comeau
Pour les articles homonymes, voir Comeau.
Léger Comeau, né le 21 octobre 1920 à Saulnierville, en Nouvelle-Écosse, et mort le 22 décembre 1996, est un prêtre, un professeur, un administrateur, un entrepreneur culturel et un nationaliste acadien du Canada. La médaille Léger-Comeau porte son nom.

## Biographie
Léger Comeau naît à Saulnierville, en Nouvelle-Écosse, en 1920. Il étudie au collège Sainte-Anne, où il obtient un baccalauréat en arts en 1940, avant d'étudier la théologie au Séminaire des pères eudistes à Charlesbourg (Québec), où il est ordonné prêtre. Il se rend à Rome où il poursuit ses études théologiques de 1947 à 1948 et ensuite à Montréal où il étudie la philosophie entre 1951 et 1952.
Il enseigne à l'externat classique Saint-Jean-Eudes de Québec, au collège Saint-Louis d'Edmundston et au collège Sacré-Cœur de Bathurst. En 1958, il devient maître des novices au Séminaire des pères eudistes de Charlesbourg, poste qu'il occupe jusqu'en 1964. Il devient alors recteur du séminaire Saint-Cœur-de-Marie d'Halifax la même année et conserve ce poste jusqu'en 1970. Durant cette période, il est aussi représentant régional de l'Office national du film. Léger Comeau est nommé directeur de l'éducation permanente et vice-recteur aux affaires externes de l'université Sainte-Anne en 1973.
Léger Comeau s'implique largement dans sa communauté. Il est président-fondateur du Club français à Halifax, de 1965 à 1967, puis président de la Fédération acadienne de la Nouvelle-Écosse de 1967 à 1969, président de la Société nationale de l'Acadie, à l'époque appelée la Société nationale des Acadiens, de 1978 à 1988, et membre du comité de direction de l'Association canadienne des éducateurs de langue française.
Léger Comeau demeure un tribun réputé pour ses discours et son nationalisme acadien,. Il meurt en 1996.
La médaille Léger-Comeau est la plus haute distinction en Acadie. Décernée par la Société nationale de l'Acadie une fois l'an depuis 1985, elle est remise qu'aux personnes ayant contribué à l'avancement de l'Acadie.